# Pytilia
Genre
Le genre Pytilia regroupe cinq espèces d'oiseaux appartenant à la famille des Estrildidae. Beaumarquet est le nom français que la nomenclature aviaire en langue française (mise à jour) a donné à ce genre.

## Liste d'espèces
D'après la classification de référence (version 2.2, 2009) du Congrès ornithologique international (ordre phylogénique) :
- Pytilia lineata – Beaumarquet à bec rouge
- Pytilia phoenicoptera – Beaumarquet aurore
- Pytilia hypogrammica – Beaumarquet à ailes jaunes
- Pytilia afra – Beaumarquet à dos jaune
- Pytilia melba – Beaumarquet melba